# 2-甲基-N,N-二乙基色胺
2-甲基-N,N-二乙基色胺（英語：2-methyl-diethyltryptamine，简称2-甲基二乙基色胺，2-methyl-DET，缩写2-Me-DET）是一种色胺衍生物，分子式C15H22N2，最早由亚历山大·舒尔金在其书《TiHKAL》中报导